# روب دي ويت
روب دي ويت (بالهولندية: Rob de Wit)‏ (8 سبتمبر 1963 أوترخت هولندا - ) هو لاعب كرة قدم هولندي يلعب كلاعب وسط.

## مسيرته الكروية
لعب روب دي ويت خلال مسيرته الاحترافية مع ناديين في أربعة مواسم وسجل خلالها 23 هدفًا ضمن 106 مباراة. حيث فاز في موسم واحد بالكأس وفي موسم واحد بالدوري.
خاض روب دي ويت مسيرته مع نادي أوترخت في موسم 1982–83 ولمدة موسمين، مشاركًا في 43 مباراة سجل خلالها 7 أهداف. ثم انتقل إلى نادي أياكس أمستردام في موسم 1984–85 ولمدة موسمين، حيث شارك في 63 مباراة سجل خلالها 16 هدفًا.

## روابط خارجية
- روب دي ويت على موقع قاعدة بيانات كرة القدم.إي يو (الإنجليزية)
- روب دي ويت على موقع ناشيونال فوتبول تيمز (الإنجليزية)